# Кубок Латвии по футболу среди женщин 2016
Ку́бок Ла́твии по футбо́лу среди́ же́нщин 2016 го́да — 3-й розыгрыш Кубка Латвии по футболу среди женщин.

## Первый этап (1/8 финала)
В первом этапе принимают участия почти все команды Первой лиги, за исключением команды СШ Талсинского края.
| Команда 1                   | Счёт | Команда 2                |
| --------------------------- | ---- | ------------------------ |
| ДЮСШ Резекне/Прогресс       |      | ДЮСШ Резекненского края  |
| Рига Юнайтед Резервс (Рига) |      | ДЮСШ Прейльского края    |
| Даугавпилс/ДЮСШ             |      | Олайне                   |
| Иманта (Рига)               |      | Рижская футбольная школа |

## Второй этап
Участники
- ДЮСШ Резекне/Оптимистc-Р (Резекне)
- Лиепая
- Рига Юнайтед Ледис (Рига)
- Рижская футбольная школа (Рига)
- РФШ/46-я ср. шк. (Рига)